# London Transport Board
A London Transport Board, também referida como London Transport, foi uma organização responsável pelo transporte público em Londres, Inglaterra, e esteve em atividade entre 1963 e 1970. Tinha cerca de 30 milhas da Charing Cross e era controlada pelo Governo do Reino Unido.